# روي رانا

روي رانا (مواليد 8 ديسمبر 1968) هو مدرب كرة سلة كندي يدرب حالياً منتخب مصر.